# BE'O
BE'O(비오, 본명: 유찬욱, 2000년 4월 27일 ~ )는 대한민국의 래퍼이다. 2021년에 《쇼미더머니10》에 출연해 화제가 되었다. 같은 해에 "Counting Stars"를 발매하여 가온 디지털 차트 1위를 차지했다.

## 생애
유찬욱은 2000년 4월 27일에 경기도 광명시에서 태어났다. <쇼미더머니3>를 본 후 힙합에 관심을 가졌고, 중학교 3학년 때 음악가가 되기로 결심했다.
예명의 유래는 자신의 세례명인 비오(Pius)다.

## 학력
- 광명북중학교 (졸업)
- 서울공연예술고등학교 (실용음악과, 졸업)

## 경력

### 2020-2021: 페임어스 엔터테인먼트와의 계약과 <쇼미더머니10> 출연
비오는 2020년 초에 래퍼 산이가 설립한 힙합 레이블 페임어스 엔터테인먼트와 계약했다. 4월과 8월에 동료 래퍼 산이, 얼돼, 말키와 같이 제작한 컴필레이션 음반 God FameUs와 Famous FameUs를 각각 발매했다. 9월에 데뷔 싱글 앨범 Monster를 발매하였다.
2021년 5월에 싱글 앨범 Bipolar를 발매했다. 10월에 <쇼미더머니10>에 출연하여 화제가 되었다. 2차 예선에서 부른 "Counting Stars" 유튜브 영상은 조회수 1000만 회를 넘겼고, 이후 발매한 싱글 "쉬어"와 "리무진"은 가온 디지털 차트 1위를 달성했다. 싱글 "MBTI", "네가 없는 밤", "지나고 보면"을 발매한 후 최종 3위를 기록했다. 12월에 래퍼 빈지노가 피처링한 싱글 "Counting Stars"를 발매하여 가온 디지털 차트 1위를 달성했다.

### 2022: 빅플래닛메이드엔터와의 계약와Five Senses
비오는 2022년 3월에 빅플래닛메이드엔터와 매니지먼트 계약을 체결했고, 카파의 브랜드 앰버서더가 되었다. 9월에 데뷔 EP Five Senses를 발매했다.

## 예술성
비오는 "나를 아예 모르는 사람도 나를 상상하게끔 하는 음악"을 추구한다. 그는 <싱글>과의 인터뷰에서 저스틴 비버와 더 키드 라로이의 "Stay" 라이브 무대는 언제나 영감을 준다고 밝혔다.

## 디스코그래피

### 컴필레이션 음반
| 제목                                  | 상세                                                                                       |
| ------------------------------------- | ------------------------------------------------------------------------------------------ |
| God FameUs (with 산이, 얼돼, 말키)    | - 발매일: 2020년 4월 9일 - 레이블: FameUs Entertainment, 워너뮤직 - 형식: 디지털 다운로드  |
| Famous FameUs (with 산이, 얼돼, 말키) | - 발매일: 2020년 8월 26일 - 레이블: FameUs Entertainment, 워너뮤직 - 형식: 디지털 다운로드 |

### 싱글
| 제목                                                                              | 연도 | 차트 최고 순위 | 음반                     |
| 제목                                                                              | 연도 | KOR            | 음반                     |
| --------------------------------------------------------------------------------- | ---- | -------------- | ------------------------ |
| "That's Wolf"                                                                     | 2020 | —              | Monster                  |
| "Vampire"                                                                         | 2020 | —              | Monster                  |
| "Blurry in my hotel room" (Feat. 쿠지)                                            | 2021 | —              | 비음반 싱글              |
| "BAD LOVE"                                                                        | 2021 | —              | 비음반 싱글              |
| "Brand" (Feat. 래원)                                                              | 2021 | 126            | Bipolar                  |
| "문득"                                                                            | 2021 | 20             | Bipolar                  |
| "쉬어" (with 아넌딜라이트, 언오피셜보이, 지구인, 머드 더 스튜던트) (Feat. 송민호) | 2021 | 1              | 쇼미더머니 10 Episode 1  |
| "리무진" (Feat. 송민호)                                                           | 2021 | 1              | 쇼미더머니 10 Episode 3  |
| "MBTI" (Feat. 쿠기, 로꼬)                                                         | 2021 | 6              | 쇼미더머니 10 Semi Final |
| "네가 없는 밤" (Feat. 애쉬 아일랜드)                                              | 2021 | 9              | 쇼미더머니 10 Final      |
| "지나고 보면" (Feat. 화사, 송민호)                                                | 2021 | 73             | 쇼미더머니 10 Final      |
| "B.O.T.B" (with 개코, 창모, 던밀스, 로스, 드비타, 솔, 신스)                       | 2021 | —              | 비음반 싱글              |
| "Counting Stars" (Feat. 빈지노)                                                   | 2021 | 1              | 비음반 싱글              |
| "Love Me"                                                                         | 2022 | 8              | 비음반 싱글              |

## 방송 출연
| 연도 | 제목           | 역할   | 각주   |
| ---- | -------------- | ------ | ------ |
| 2019 | <고등래퍼3>    | 참가자 | [ 12 ] |
| 2021 | <쇼미더머니10> | 참가자 | [ 6 ]  |

## 수상 및 후보
| 시상식                     | 연도 | 후보                          | 부문                    | 결과 | 각주   |
| -------------------------- | ---- | ----------------------------- | ----------------------- | ---- | ------ |
| 골든 디스크 어워즈         | 2023 | "Counting Stars"              | 디지털 음원             | 후보 | [ 13 ] |
| 골든 디스크 어워즈         | 2023 | 본인                          | 베스트 솔로 아티스트상  | 수상 |        |
| 제32회 하이원 서울가요대상 | 2023 | 본인                          | R&B 부문 힙합상         | 수상 |        |
| 한터뮤직 어워즈            | 2023 | 본인                          | 특별상 (힙합)           | 수상 |        |
| 써클차트 뮤직 어워즈       | 2023 | Counting Stars (Feat. 빈지노) | 힙합 부문 올해의 발견상 | 수상 |        |
| 멜론 뮤직 어워드           | 2022 | 본인                          | 탑 10                   | 수상 | [ 14 ] |
| 멜론 뮤직 어워드           | 2022 | "Counting Stars"              | 올해의 베스트송         | 후보 | [ 14 ] |
| 멜론 뮤직 어워드           | 2022 | 본인                          | 베스트 솔로 남자        | 후보 | [ 14 ] |
| 엠넷 아시안 뮤직 어워드    | 2022 | "Counting Stars"              | 베스트 힙합&어반 뮤직   | 후보 | [ 15 ] |
| 지니 뮤직 어워드           | 2022 | "Counting Stars"              | 올해의 음원             | 후보 | [ 16 ] |
| 지니 뮤직 어워드           | 2022 | 본인                          | 남자 솔로               | 후보 | [ 16 ] |
| 지니 뮤직 어워드           | 2022 | 본인                          | 베스트 힙합 아티스트    | 수상 | [ 17 ] |
| 한국 힙합 어워즈           | 2022 | 본인                          | 올해의 신인 아티스트    | 후보 | [ 18 ] |
| 한국 힙합 어워즈           | 2022 | "Counting Stars"              | 올해의 힙합 트랙        | 후보 | [ 18 ] |
| K 글로벌 하트 드림 어워즈  | 2022 | 본인                          | K 글로벌 힙합상         | 수상 | [ 19 ] |

### 내용주
1. ↑  "B.O.T.B."는 가온 디지털 차트에 진입하지 못했지만 가온 다운로드 차트에서 57위를 기록했다.

### 참조주
1. ↑  “비오”. 《다음 인물백과》.
2. ↑  김선희. “빛나는 비오”. 《마리 끌레르 코리아》.
3. 1 2  김나랑 (2021년 12월 22일). “비오, 밤하늘의 펄이 되다”. 《보그 코리아》.
4. ↑  함나얀 (2020년 4월 9일). “산이 레이블 설립, 페임어스 소속 래퍼들과 9일 새 앨범 발매 [공식]”. 《스포츠동아》.
5. ↑  《[ENG] [SMTM10/2회] '(으쓱)마이노 뿌듯-' 모든 프로듀서들을 홀렸다! 비오 @2차 예선 Mnet 211008 방송》. Mnet TV. 2021년 10월 9일  – YouTube 경유.
6. 1 2  김세훈 (2021년 12월 4일). “[종합] '쇼미더머니10' 파이널, 래퍼 '조광일' 최종 우승자…준우승 신스ㆍ3위 비오ㆍ4위 쿤타”. 《비즈엔터》.
7. ↑  “2021년 51주차 Digital Chart”. 《서클 차트》.
8. ↑  박수인 (2022년 3월 8일). “‘쇼미10’ 비오, 소유-VIVIZ-이무진과 한솥밥 “공동 매니지먼트 계약 체결””. 《뉴스엔》.
9. ↑  최보윤 (2022년 3월 18일). “‘쇼미10′ 비오, 스포츠웨어 브랜드 ‘카파’ 앰버서더 발탁”. 《조선일보》.
10. ↑  송혜민 (2021년 12월 23일). “비오의 또 다른 이름”. 《싱글》.
11. ↑  “BE`O (비오)”. 《가온 차트》.
12. ↑  《[ENG sub] schoolrapper 3 [1회] 서울공연예고 유일한 랩 전공! 유찬욱 @학년별싸이퍼 190222 EP.1》. Mnet TV. 2019년 2월 23일  – YouTube 경유.
13. ↑  전재경 (2022년 12월 7일). “37회 골든디스크 어워즈, 음원·음반·신인상 후보 공개”. 《뉴시스》.
14. ↑  Lim, Glenda (2022년 11월 10일). “2022 Melon Music Awards unveils nominees: Jay Park, BTS, Blackpink, Seventeen, IU, Le Sserafim and more”. 《Bandwagon Asia》.
15. ↑  Basbas, Franchesca (2022년 10월 24일). “BTS, Blackpink, J-Hope, NewJeans, Twice, TXT, and more nominated at MAMA Awards 2022”. 《Bandwagon Asia》.
16. ↑  박동선 (2022년 10월 7일). “2022 GMA, 부문별 후보 공개…김호중·임영웅→세븐틴·NCT드림·아이브 등 대상후보”. 《전자신문》.
17. ↑  유수연 (2022년 11월 9일). “NCT 드림, '2022 지니뮤직어워드' 올해의 가수·음원상 '2관왕'…수상자 보니”. 《탑스타뉴스》.
18. ↑  “한국 힙합 어워즈 2022 후보”. 《한국 힙합 어워즈》.
19. ↑  박동선 (2022년 8월 26일). “'2022 K글로벌 하트드림 어워즈' 성료…아이브·임영웅·싸이 등 ☆잔치”. 《전자신문》.